# Polycentropus cianficconiae
Polycentropus cianficconiae là một loài Trichoptera trong họ Polycentropodidae. Chúng phân bố ở miền Cổ bắc.